# Drosnay
Drosnay är en kommun i departementet Marne i regionen Grand Est (tidigare regionen Champagne-Ardenne) i nordöstra Frankrike. Kommunen ligger i kantonen Saint-Remy-en-Bouzemont-Saint-Genest-et-Isson som tillhör arrondissementet Vitry-le-François. År 2022 hade Drosnay 195 invånare.

## Befolkningsutveckling
Antalet invånare i kommunen Drosnay
| Referens: INSEE |